# 森特倫
森特倫（Sentrum）是位於挪威首都奧斯陸市中心奧斯陸峽灣附近的一個地區。森特倫地區以高層建築和廣場為主，奧斯陸中央車站位於森特倫地區。森特倫也是奧斯陸的第三大購物區。
59°54′40″N 10°44′00″E / 59.9111°N 10.7333°E